# Augustus FitzClarence

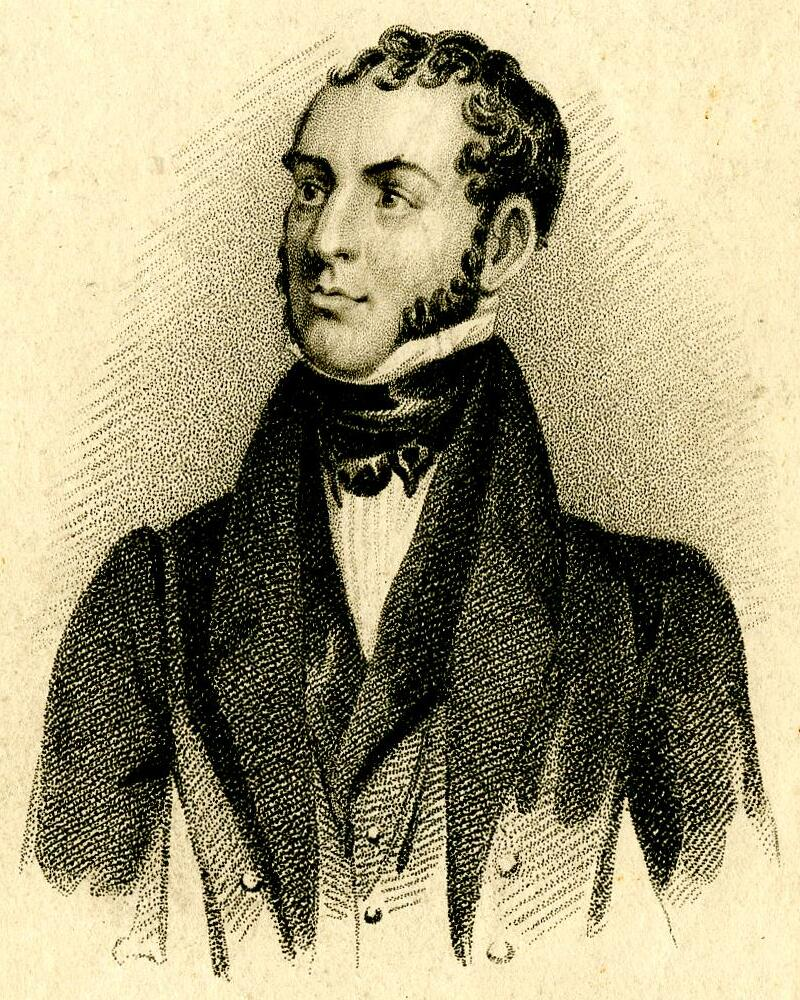
Lord Augustus FitzClarence

Lord Augustus FitzClarence (* 1. März 1805; † 14. Juni 1854) war der jüngste illegitime Sohn des britischen Königs Wilhelm IV. und ein anglikanischer Geistlicher.
Er wurde 1805 als Sohn des Prinzen William, Duke of Clarence and St Andrews, und dessen langjährigen Mätresse Dorothea Jordan geboren. Nach der Trennung seiner Eltern 1811 hatte er wenig Kontakt zu seiner Mutter. 1829 wurde Augustus zum Hofkaplan seines Vaters ernannt und später im Jahr als Vikar von Mapledurham in Oxfordshire Nachfolger von John Sumner, dem späteren Bischof von Chester und Erzbischof von Canterbury. Augustus war ein großer Wohltäter der Kirche und der Pfarrei Mapledurham. Unter anderem trägt die Kirchturmuhr seine Initialen.
Als König Georg IV. 1830 ohne legitime Nachkommen starb, wurde Augustus Vater als Wilhelm IV. König. Dieser verlieh Augustus und seinen Geschwistern am 24. Mai 1831 den protokollarischen Rang von jüngeren Kindern eines Marquess und damit das Prädikat Lord bzw. Lady. Augustus wurde 1832 auch zum Hofkaplan von Königin Adelheid ernannt. Er studierte am Trinity College der Universität Cambridge und schloss am 2. Juni 1832 als LL.B. und am 6. Juli 1838 als LL.D. ab.
Am 2. Januar 1845 heiratete er Sarah Elizabeth Catharine Gordon (1827–1901), Tochter von Lord Henry Gordon, einem Sohn des 9. Marquess of Huntly. Sie hatten sechs Kinder:
- Dorothea FitzClarence (1845–1870), ⚭ Thomas William Goff (1829–1876), MP für das County Roscommon;
- Eva FitzClarence (1847–1918);
- Beatrice FitzClarence (1847–1909);
- Augustus FitzClarence (1849–1861);
- Henry Edward FitzClarence (1853–1930), ⚭ Mary Isabel Parsons († 1932);
- Mary FitzClarence (1854–1858).